# Loop device
Nei sistemi operativi Unix e Unix-like un loop device, o loopback device, o vnd (da vnode disk), o lofi (loopback file interface) è un tipo di dispositivo a blocchi associato dinamicamente ad un file (o anche a un altro dispositivo a blocchi) che rende il file visibile al sistema come se fosse un dispositivo di memoria di massa. 
A seconda delle implementazioni, un loop device può anche effettuare elaborazioni al volo dei dati: ad esempio, può essere usato per ottenere una vista non cifrata di un file system cifrato.

## Utilizzo
Dal momento che i loop device presentano al sistema un file regolare come se fosse un dispositivo di memoria di massa, essi di fatto permettono di montare dei file che contengono i dati di un intero file system. File di questo genere sono tipicamente immagini ISO e immagini di floppy disc: montare via loop mount un file che contiene un'immagine di un file system rende i file in esso presenti accessibili esattamente come accade per i dispositivi fisici di memoria di massa.
Il file associato al loop device può essere un file regolare, o può essere a sua volta un altro dispositivo a blocchi che rappresenta direttamente un dispositivo fisico di memoria di massa: in quest'ultimo caso il loop device può essere comunque utile se effettua elaborazioni al volo (si pensi ad esempio ad un dispositivo di memoria di massa cifrato, che tramite un loop device specifico potrebbe essere presentato al volo in versione decifrata e quindi montato).